# Long Lake (Illinois)
Long Lake é uma Região censo-designada localizada no estado americano de Illinois, no Condado de Lake.

## Demografia
Segundo o censo americano de 2000, a sua população era de 3356 habitantes.

## Geografia
De acordo com o United States Census Bureau tem uma área de
4,3 km², dos quais 2,7 km² cobertos por terra e 1,6 km² cobertos por água.

## Localidades na vizinhança
O diagrama seguinte representa as localidades num raio de 8 km ao redor de Long Lake.